# Zdeněk Škrland
Zdeněk Škrland (Praga, 6 de fevereiro de 1914 — Praga, 6 de março de 1996) foi um velocista checo na modalidade de canoagem.
Foi vencedor da medalha de Ouro em C-2 10000 m em Berlim 1936 junto com o seu companheiro de equipa Václav Mottl.